# Дом уездного училища (Нежин)
Дом уездного училища — утраченный памятник архитектуры и истории в Нежине. Сейчас здесь расположен сквер, где установлен памятный знак.

## История
Объект внесён в «список утраченных памятников архитектуры» под названием Уездное училище, «список утраченных памятников истории» — Дом уездного народного училища, где жил и работал М. Д. Деляфлиз, в семье которого жил Доминик Пьер де ля Флиз.

## Описание
В 1789 году в доме № 4 Греческой улицы было открыто «Нежинское народное училище» (с 1812 года — Нежинское уездное училище). В 1817 году (1816) училище переехало купленный для него городской думой дом № 13 на Московской улице. В 1834 году училище стало трёхклассным. 
В 1814 году в училище было 132 ученика и 11 учениц, в 1833 году — 64 ученика, в 1846 году в уездном и приходском училищах — всего 74 ученика. По статуту 1828 года, в уездных училищах осуществляли обучение детей купцов, ремесленников, мещан, мелких служащих, которые после окончания могли продолжить образование в гимназиях. В училище преподавали закон Божий, русский язык, арифметику, геометрию, географию, историю, чистописание, рисование, черчение (до 1828 года также — природоведение, физику, технологию). В училище работали штатный попечитель (был и почётный попечитель) и 5 учителей, они содержались из государственной казны. 
Среди преподавателей были П. Рудановский (с 1812 года, затем назначен инспектором Нежинской гимназии), учитель рисования и чистописания Иван Сошенко (1839-1845 годы), учитель рисования и чистописания В. Тренин (с 1846 года). Среди выпускников училища были художники Алексей Фролович Сенчило-Стефановский и Николай Семёнович Самокиш, поэт Александр Яковлевич Кониский (1844-1849), советский партийный, военный и государственный деятель Николай Ильич Подвойский.
Двухэтажный, деревянный дом, с одноэтажным флигелем. Состоял из 13 комнат, из которых 6 использовались под классы и библиотеку, 7 — как квартиры для учеников и некоторых учителей. 
В 1913 году на его базе было открыто «Нежинское первое начальное училище». В 2000 году здание было утрачено.
Сейчас здесь расположен сквер, где в 2016 году установлен памятный знак — глыба на постаменте. На глыбе закреплена табличка с текстом: «На этом месте находилось Нежинское уездное училище, где в 1844-1849 годы учился Кониский Александр Яковлевич Украинский писатель и общественный деятель, автор «Молитвы за Украину»».